# Холокост в Солигорском районе
Холокост в Солиго́рском районе — систематическое преследование и уничтожение евреев на территории Солигорского района Минской области оккупационными властями нацистской Германии и коллаборационистами в 1941—1944 годах во время Второй мировой войны, в рамках политики «Окончательного решения еврейского вопроса» — составная часть Холокоста в Белоруссии и Катастрофы европейского еврейства.

## Геноцид евреев в районе
Солигорский район был полностью оккупирован немецкими войсками в июле 1941 года, и оккупация продлилась более трёх лет — до июля 1944 года. Нацисты включили территорию нынешнего Солигорского района в состав генерального округа Белорутения рейхскомиссариата «Остланд».
Вся полнота власти в районе принадлежала зондерфюреру — немецкому шефу района, который подчинялся руководителю округи — гебитскомиссару. Во всех крупных деревнях района были созданы районные (волостные) управы и полицейские гарнизоны из коллаборационистов.
Для осуществления политики геноцида и проведения карательных операций сразу вслед за войсками в район прибыли карательные подразделения войск СС, айнзатцгруппы, зондеркоманды, тайная полевая полиция (ГФП), полиция безопасности и СД, жандармерия и гестапо.
Одновременно с оккупацией нацисты и их приспешники начали поголовное уничтожение евреев. «Акции» (таким эвфемизмом гитлеровцы называли организованные ими массовые убийства) повторялись множество раз во многих местах. В тех населенных пунктах, где евреев убили не сразу, их содержали в условиях гетто вплоть до полного уничтожения, используя на тяжелых и грязных принудительных работах, от чего многие узники умерли от непосильных нагрузок в условиях постоянного голода и отсутствия медицинской помощи.
За время оккупации практически все евреи Солигорского района были убиты, а немногие спасшиеся в большинстве воевали впоследствии в партизанских отрядах.
Евреев в районе убили в Копацевичах, Островках, Косыничах, Кривичах, Погосте-1, Большом Рожане, Старобине, Челонце, Чепелях, Кулаках, Красной Слободе, Пузичах, Хоростово и других местах.

## Гетто
Оккупационные власти под страхом смерти запретили евреям снимать желтые латы или шестиконечные звезды (опознавательные знаки на верхней одежде), выходить из гетто без специального разрешения, менять место проживания и квартиру внутри гетто, ходить по тротуарам, пользоваться общественным транспортом, находиться на территории парков и общественных мест, посещать школы.
Немцы, реализуя нацистскую программу уничтожения евреев, создали на территории района 3 гетто.
- В гетто в деревне Погост (конец июня — 25 августа 1941) были замучены и убиты не менее 440 евреев.

### Красная Слобода
В 1939 году в посёлке Красная Слобода (до 1923 года — Вызна) жили 648 евреев. Посёлок был захвачен немецкими войсками 27 июня 1941 года, и оккупация продлилась до 1 июля 1944 года.
После оккупации евреев Красной Слободы согнали в гетто, которое просуществовало до весны 1942 года. 3 августа 1941 года немцы убили 73 еврея. Осенью 1941 года немцы провели второй массовый расстрел евреев посёлка, убив около 900 человек.
Перед окончательной ликвидацией гетто в апреле 1942 года несколько евреев совершили 22 апреля дерзкий побег и впоследствии воевали в составе партизанского отряда.
На восточной окраине посёлка на месте массовой казни мирных жителей в 1967 году установлены 3 памятника.
Опубликованы неполные списки убитых евреев Красной Слободы.

### Старобин
Поселок Старобин находился под немецкой оккупацией три года — с 26 июня 1941 года до 29 июня 1944 года.
После оккупации евреи Старобина оказались в гетто. Начальником полиции Старобина был садист Логвин, который любил ставить пять человек евреев или пленных красноармейцев одинакового роста в одну шеренгу, а затем одной пулей в лоб из винтовки убить всех.
Летом 1941 года во время первой «акции» на улице Пролетарской были убиты 400 узников, и ещё 400 — во время второй «акции» в августе 1941 года на улице Краснознамённой.
Часть евреев из Старобина смогли сбежать и стали партизанами.
В 1948 году на братской могиле был поставлен обелиск. Опубликованы неполные списки убитых евреев Старобина.

## Случаи спасения и «Праведники народов мира»
В Солигорском районе 5 человек были удостоены почетного звания «Праведник народов мира» от израильского мемориального института «Яд Вашем» «в знак глубочайшей признательности за помощь, оказанную еврейскому народу в годы Второй мировой войны».
- Хамицевичи Григорий, Анна, Петр и Василий — ими была спасена Турок (Вечеребина) Бронислава в деревне Домановичи[30].
- Соловец (Михновец) Кристина — ею были спасены Каплан (Рубинштейн) Рая и Лифшиц (Рубинштейн) Роза в деревне Ананчицы[31].

## Память
Опубликованы неполные списки жертв геноцида евреев в Солигорском районе.
Два памятника убитым евреям района установлены в Погосте.
В 1948 году на братской могиле евреев Старобина был установлен обелиск.